# SB KENTo
SBK（エス・ビー・ケイ、2000年2月6日 - ）は、日本の男性プロレスラー。メキシコではKENTOの名義で活動。本名：小舩 賢登（こぶね けんと）愛知県名古屋出身。血液型A型。

## 来歴
2018年4月、高校卒業後DRAGON GATE入門。同期は亀井丈人、菊田円。
2019年12月22日、DRAGON GATE愛知・名古屋国際会議場において、 YAMATO＆亀井丈人（小舩のパートナーは土井成樹）戦でデビュー。
2020年11月3日、大阪府立体育会館にて欠場したディアマンテの代わりに極悪集団「R・E・D」の新メンバーとして登場し、そのまま加入。
11月5日の後楽園ホール大会でリングネームを「SB KENTo」に改名する。
2021年5月5日愛知県体育館大会にてマスカラ・コントラ・カベジェラ金網サバイバルマッチに出場したが敗北。ペナルティとして髪の毛を失った。
8月8日名古屋大会で、KAGETORAを下し第42代オープン・ザ・ブレイブゲート王者となる。試合後、奥田啓介を挑戦者に指名。
8月9日大阪大会にて、奥田啓介を相手に初防衛戦に挑むも、試合はR・E・Dの乱入により、ノーコンテスト決着。また、その試合内容に怒った斎藤了GMが王座剥奪を宣言した。
9月11日大阪大会で、奥田とのリマッチをオープン・ザ・ブレイブゲート王者決定戦として行い、勝利。43代王者となる。
2022年7月30日、オープン・ザ・ブレイブゲート王座次期挑戦者決定時間差バトルロイヤル"ドラゴンスクランブル"で優勝し、翌日行われる神戸ワールド記念ホール大会でのブレイブゲート挑戦権を得る。翌31日、H・Y・Oの持つ同王座に挑戦し敗れた。試合後には無期限の海外遠征を希望した。
2022年8月1日、本人の希望を受理し、DRAGON GATEは無期限での海外遠征を発表した。現地では「KENTO」として活動。
2023年6月17日、メキシコ遠征中に重大な契約違反の疑いがあるとして、TAKUMAと共にDRAGON GATEから契約終了が発表された。
8月23日、GLEAT後楽園大会にTAKUMAと乱入、参戦を発表した。以降、国内での活動団体はGLEATのみとなっている。
2024年2月23日、GLEAT大阪大会で、田村ハヤトの持つG-REX王座に挑戦するも敗れた。
2025年1月19日、GLEAT新木場大会で、TAKUMAと共にG-INFINITY王座に挑戦し、勝利。第8代王者となった。

## 得意技
SBシューター
現在のSB KENToのフィニッシャー。ブレット・ハートのシャープシューターと同型。
SBKチャント
ヒールターン後、見せるようになったアピール。相手の背中を叩く、コーナーにもたれかかった相手へのストンピング等でリズムを取り観客を煽る。
デスバレーボム
ジャーマンスープレックス
クロスアーム・スープレックス
2021年5月5日初披露。
スパインバスター
この技からSBシューターに繋げるのが必殺ムーブ。
SBL
オカダ・カズチカのヘビーレインと同型。
タルサンハート
変形STF。吉野正人が使用していた技で継承されていないが使用している。
ドロップキック

## タイトル歴
DRAGON GATE
- 第42代、43代オープン・ザ・ブレイブゲート王座
- 第70代オープン・ザ・トライアングルゲート王座（パートナーは吉田隆司＆KAZMA SAKAMOTO）[2]
- 第55代オープン・ザ・ツインゲート王座（パートナーはH・Y・O）

メキシコ
- DTU Nexoタッグ王座（パートナーはTAKUMA）

GLEAT
- 第8代G-INFINITY王座（パートナーはTAKUMA）

## 入場曲
- SBK - GOODBYE MOZART

DRAGONGATE時代の入場曲

## テレビ出演
- 探偵!ナイトスクープ（2022年9月23日、ABCテレビ）[7]